# Сарделла
Сарделла, или сардины по-калабрийски (итал. sardella calabrese), калабрийская икра, розамарина (rosamarina) или нудичелла (nudicella) — традиционный калабрийский соус из маленьких или средних сардин, острого перца и молотых пряностей, а также соли и семян дикого фенхеля.
Самой популярной является розамарина из барабули, благодаря естественному цвету этих рыб, их розоватому оттенку и сладковатому вкусу, в то время, как коммерческая версия блюда, основанная на анчоусах, полностью белая.